# Pseudoselago violacea
Pseudoselago violacea är en flenörtsväxtart som beskrevs av O.M. Hilliard. Pseudoselago violacea ingår i släktet Pseudoselago och familjen flenörtsväxter. Inga underarter finns listade i Catalogue of Life.